# Anthony Dawson
Anthony Dawson (Edimburgo, 18 ottobre 1916 – Lewes, 8 gennaio 1992) è stato un attore britannico.

## Biografia
Nato a Edimburgo da Ida Violet Kittel ed Eric Francis Dawson, fece il suo debutto cinematografico nel 1943 nel film Incontro nel buio, interpretato da James Mason, e negli anni successivi apparve in alcuni classici del cinema britannico come The Way to the Stars (1945), La donna di picche (1949), e Campo 111 (1950), prima di trasferirsi negli Stati Uniti d'America nei primi anni cinquanta.
Nel 1954 ebbe la grande occasione della sua carriera, quando Alfred Hitchcock lo volle nel film Il delitto perfetto e gli affidò la parte del misterioso capitano Lesgate, alias Swann, che viene ricattato dall'ex campione di tennis Tony Wendice (Ray Milland) e indotto a ucciderne la ricca moglie Margot (Grace Kelly). Sarà invece proprio Swann a morire, pugnalato alla schiena con un paio di forbici, durante la colluttazione con Margot.
La parentesi statunitense di Dawson fu comunque breve ed egli fece ritorno in Inghilterra, dove apparve in altri memorabili ruoli, tra cui quello del malvagio Marques Siniestro in L'implacabile condanna (1961), un horror prodotto dalla Hammer Film Productions e interpretato anche da Oliver Reed, e quello del professor Dent nel primo film di James Bond, Agente 007 - Licenza di uccidere (1962), per la regia di Terence Young.
Oltre al film già citato, Dawson lavorò in numerose alte occasioni sotto la direzione di Young, come in La principessa di Mendoza (1955), Il bandito dell'Epiro (1957), Le avventure e gli amori di Moll Flanders (1965), L'avventuriero (1967), Sole rosso (1971), Joe Valachi - I segreti di Cosa Nostra (1972), Triplo gioco (1984). Il regista lo scelse inoltre per altre due pellicole su James Bond, nel ruolo del misterioso e sinistro villain Ernst Stavro Blofeld, capo della SPECTRE che appare accarezzando il gatto bianco in A 007, dalla Russia con amore (1963) e Agente 007 - Thunderball (Operazione tuono) (1965), anche se l'attore non viene mai inquadrato in volto e la voce del personaggio è quella di Eric Pohlmann.
Dawson comparve invece accanto a numerosi interpreti già apparsi nelle pellicole su James Bond, come Adolfo Celi, Lois Maxwell, Daniela Bianchi e Bernard Lee, nel film OK Connery (1967), una parodia italiana delle pellicole di spionaggio, diretta da Alberto De Martino.

## Filmografia parziale

### Cinema
- Incontro nel buio (They Met in the Dark), regia di Carl Lamac (1943)
- The Way to the Stars, regia di Anthony Asquith (1945)
- Felicità proibita (Beware of Pity), regia di Maurice Elvey (1946)
- La donna di picche (The Queen of Spades), regia di Thorold Dickinson (1949)
- Campo 111 (The Wooden Horse), regia di Jack Lee (1950)
- L'assassino arriva di notte (The Long Dark Hall), regia di Reginald Beck (1951)
- La valle delle aquile (Valley of Eagles), regia di Terence Young (1951)
- Il delitto perfetto (Dial M for Murder), regia di Alfred Hitchcock (1954)
- La principessa di Mendoza (That Lady), regia di Terence Young (1955)
- Il bandito dell'Epiro (Action of the Tiger), regia di Terence Young (1957)
- Lo strangolatore folle (Grip of the Strangler), regia di Robert Day (1958)
- Questione di vita o di morte (Tiger Bay), regia di J. Lee Thompson (1959)
- Il diavolo nello specchio (Libel), regia di Anthony Asquith (1959)
- Merletto di mezzanotte (Midnight Lace), regia di David Miller (1960)
- Colpo sensazionale (Offbeat), regia di Cliff Owen (1960)
- L'implacabile condanna (The Curse of the Werewolf), regia di Terence Fisher (1961)
- Agente 007 - Licenza di uccidere (Dr. No), regia di Terence Young (1962)
- Il dominatore dei 7 mari, regia di Rudolph Maté e Primo Zeglio (1962)
- A 007, dalla Russia con amore (From Russia with Love), regia di Terence Young (1963)
- Le avventure e gli amori di Moll Flanders (The Amorous Adventures of Moll Flanders), regia di Terence Young (1965)
- Agente 007 - Thunderball (Operazione tuono) (Thunderball), regia di Terence Young (1965)
- Agli ordini del Führer e al servizio di Sua Maestà (Triple Cross), regia di Terence Young (1966)
- Troppo per vivere... poco per morire, regia di Michele Lupo (1967)
- Dalle Ardenne all'inferno, regia di Alberto De Martino (1967)
- OK Connery, regia di Alberto De Martino (1967)
- Da uomo a uomo, regia di Giulio Petroni (1967)
- L'avventuriero, regia di Terence Young (1967)
- Senza di loro l'inferno è vuoto (Hell Is Empty), regia di John Ainsworth e Bernard Knowles (1967)
- ...e per tetto un cielo di stelle, regia di Giulio Petroni (1968)
- La battaglia della Neretva (Bitka na Neretvi), regia di Veljko Bulajić (1969)
- Rosolino Paternò, soldato..., regia di Nanny Loy (1970)
- Duello a tre (Deadlock), regia di Roland Klick (1970)
- Sole rosso (Soleil rouge), regia di Terence Young (1971)
- Joe Valachi - I segreti di Cosa Nostra (The Valachi Papers), regia di Terence Young (1972)
- La macchina della violenza (The Big Game), regia di Robert Day (1973)
- Rappresaglia, regia di George Pan Cosmatos (1973)
- Inchon, regia di Terence Young (1981)
- Triplo gioco (The Jigsaw Man), regia di Terence Young (1984)
- Pirati (Pirates), regia di Roman Polański (1986)
- Ghoulies II - Il principe degli scherzi (Ghoulies II), regia di Albert Band (1986)
- Marathon (Run for Your Life), regia di Terence Young (1988)

### Televisione
- Robin Hood (The Adventures of Robin Hood) – serie TV, episodio 2x03 (1956)
- Assignment Foreign Legion – serie TV, episodio 1x15 (1956)
- Alfred Hitchcock presenta (Alfred Hitchcock Presents) – serie TV, episodi 2x25-2x26-2x27 (1957)
- Ivanhoe – serie TV, 2 episodi (1958)
- Il Santo (The Saint) – serie TV, episodio 1x07 (1962)
- Missione segreta (Espionage) – serie TV, episodio 1x16 (1964)
- I gialli di Edgar Wallace (The Edgar Wallace Mystery Theatre) – serie TV, episodio 6x02 (1965)

## Doppiatori italiani
- Bruno Persa in Agente 007 - Licenza di uccidere, L'avventuriero, ...e per tetto un cielo di stelle, La battaglia della Neretva
- Giuseppe Rinaldi in La donna di picche
- Lauro Gazzolo in Il delitto perfetto
- Nino Pavese in La principessa di Mendoza
- Gino Baghetti in Merletto di mezzanotte
- Renato Turi in L'implacabile condanna
- Aldo Silvani in A 007, dalla Russia con amore
- Giulio Panicali in Agente 007 - Thunderball (Operazione tuono)
- Gualtiero De Angelis in Agli ordini del Führer e al servizio di Sua Maestà
- Sergio Graziani in Troppo per vivere... poco per morire
- Carlo Alighiero in Dalle Ardenne all'inferno
- Alessandro Sperlì in O.K. Connery
- Carlo Hintermann in Da uomo a uomo
- Franco Odoardi in Sole rosso